# Zhong Jiaqi
Zhong Jiaqi (Guangzhou, 23 de setembro de 1999) é uma jogadora de hóquei sobre a grama chinesa.

## Carreira
Ela participou da Copa do Mundo de Hóquei Feminino de 2018. Em dezembro de 2019, ela foi indicada ao prêmio FIH Rising Star of the Year.
Nos Jogos Olímpicos de Verão de 2024, em Paris, conquistou a medalha de prata no torneio feminino do hóquei sobre a grama, após confronto na final contra a equipe holandesa por pênaltis.